# ادمودو
ادمودو (انگلیسی: Edmodo) یک نرم‌افزار پیام‌رسان است.
ادمودو یک شبکه آموزشی جهانی است که به ارتباط بین یاد دهندگان و افراد و همه منابعی که جهت رسیدن به بالاترین پتانسیل نیاز دارند کمک می‌کند.
با استفاده از ادمودو یک ارتباط دو طرفه و مناسب بین یاددهنده و یادگیرنده برقرار می‌شود.
این روز ها چندین ابزار آموزشی مطلوب در حال ظهور و خودنمایی در وب هستند و ادمودو یکی از انهاست.
«ادمودو» خود را به این شکل توصیف می کند:« شبکه اجتماعی آموزشی امن برای معلمان و دانش آموزان».

## توانایی ها
معلم ها، این توانایی را دارند که به راحتی برای دانش آموزان خود تکالیف را ارسال کرده و دیگر نیازی به تکثیر معمول و دوره ای تکالیف ندارند. فقط کافیست عنوان ، توضیحات و صورت سوالات ، و تاریخ تحویل تکلیف را در کادرهای مربوطه وارد کنند.
معلم ها می توانند فایل های مورد نیاز اعم از شکل ها و نمودارها، پیوند های وب ، و یا برخی از موارد مانند مراجع و مطالب اضافی برای مطالعه را از کتابخانه اضافه کرده و به تکلیف ضمیمه کنند. سپس دریافت کنندگان تکلیف را قبل از کلیک کردن بر روی «ارسال» انتخاب کنند. این دریافت کنندگان میتوانند دانش آموزان یا دیگر معلمان باشند.
معلمان همچنین این امتیاز را دارند که گروه هایی در شبکه خود ایجاد کنند. گذشته از گروه «کلاسی» (برای مثال : کودکستان ، کلاس اول،…،کلاس دوازدهم، کلاس آموزش عالی و دانشگاهی) و گروه «درسی» (به عنوان مثال : ریاضیات ، خلاقیت هنری ، فناوری کامپیوتر و …) ، گروه ها همچنین می توانند بر اساس سطح دانش آموزانی باشند که معلمان به آنها درس می دهند، یا بر اساس سطح علاقه‌مندی در میان دانش آموزان به یک موضوع، یا سطح درک آنها از یک موضوع (مثلاً دانش آموزان زرنگ، متوسط و ضعیف)، و غیره.

## جنبه اجتماعی ادمودو
در صدر همه ویژگی های ادمودو و قوی ترین جنبه آن باید جنبه اجتماعی این شبکه باشد. درست مانند فیس بوک، ادمودو جستجو ی دوستان و اضافه کردن آنها به لیست دوستان برای کاربران را ساده کرده است – حال این دوستان چه معلم باشند و چه دانش آموز.
اما ادمودو همچنین راه های خوبی برای حفظ حریم خصوصی کاربران دارد. مفهوم گروه در ادمودو سبب شده که هر چیزی که در یک گروه اتفاق می افتد محدود به اعضای همان گروه باشد. و از آنجا که پیوستن به هر گروه بدون کد دسترسی غیر ممکن است، معلمان می توانند مانع حضور «افراد ناخواسته» در یک گروه شوند.